# Staindrop
Staindrop – wieś i civil parish w Anglii, w hrabstwie Durham. Leży 28 km na południowy zachód od miasta Durham i 358 km na północ od Londynu. W 2011 roku civil parish liczyła 1310 mieszkańców.